# Reginald Rodrigues
Reginald Neville „Reggie” Rodrigues (ur. 29 maja 1922, zm. 15 sierpnia 1995 w Montrealu) – indyjski hokeista na trawie. Złoty medalista olimpijski z Londynu.
Rodrigues pochodził z obecnego dystryktu Goa, jednak zaczynał swoją sportową karierę w Mumbaju. Był absolwentem St. Xavier’s College w Mumbaju.
Zawody w 1948 były jego jedynymi igrzyskami olimpijskimi. W turnieju wystąpił tylko w wygranym meczu z Austrią (8–0), w którym zdobył jednego gola. Grał jako środkowy napastnik.
W dniu przyjazdu na igrzyska, Rodrigues został poddany kwarantannie (z powodu infekcji gardła). Podczas podróży statkiem do Londynu wziął udział w niechlubnym wydarzeniu, dokonał bowiem (za namową jednego z działaczy) kradzieży cennych rzeczy w pokoju jednego z urzędników.